# Agremiação Esportiva Canedense
Agremiação Esportiva Canedense, mais conhecida simplesmente como Canedense, é um clube de futebol brasileiro da cidade de Senador Canedo, Goiás. Possui o laranja, o azul e o branco como suas cores oficiais e manda seus jogos no Estádio Plínio José de Souza.

## História
A Canedense foi fundada no dia 15 de junho de 2005. Em 2007, o clube foi o campeão da promoção em que a Federação Goiana de Futebol disponibilizou 12 jogadores para todos os clubes que participaram do Campeonato Goiano 2007. A Canedense escolheu então o atacante Túlio Maravilha, mais conhecido por ter jogado pelo Botafogo do Rio de Janeiro.
A aposta da Canedense para o Campeonato Goiano 2011 foi a contratação do jovem atacante carioca Heitor Queiroz, que apesar de novo acumula muita experiência por ter disputado fortes campeonatos como o Mineiro, Catarinense, Brasiliense. Segundo a imprensa uma ótima contratação devido seu estilo de jogo que consegue conciliar força e presença de área.
O clube esta afastado das competições profissionais desde 2014.

## Cronologia
- 2005: é fundado em 15 de junho e tem sua primeira participação em uma competição oficial a Terceira Divisão do Campeonato Goiano, onde conquista o vice-campeonato e o acesso para a Segunda Divisão do Campeonato Goiano.
- 2006: disputa a Segunda Divisão do Campeonato Goiano ficando em 3º colocado e conquista o acesso para Goianão 2007.
- 2007: com campanha irregular fica com a 7ª colocação na classificação final.
- 2008: apresenta uma campanha ruim no Campeonato Goiano e amarga seu primeiro rebaixamento no estadual.
- 2009: com uma ótima temporada na Segunda Divisão do Campeonato Goiano conquista o vice-campeonato e retorna para Elite do Futebol Goiano.
- 2010: com a pior campanha de sua história, a Canedense fica com o último lugar na classificação final do campeonato e sofre seu segundo rebaixamento no estadual.
- 2011: em crise desde 2010, a Canedense fica novamente com a última colocação na classificação final da Segunda Divisão do Campeonato Goiano e sofre seu terceiro rebaixamento no estadual.
- 2012: com a crise instaurada no clube, a Canedense disputa a Terceira Divisão do Estadual terminando a competição em 5º lugar.
- 2013: novamente com campanha ruim, não consegue o acesso para a Segunda Divisão e termina a terceirona em 5º colocado.
- 2014: Licenciado

## Campanhas de destaque
- Campeonato Goiano da Segunda Divisão: Vice-campeão em 2009
- Campeonato Goiano da Terceira Divisão: Vice-campeão em 2005
- Campeonato Goiano: 7º lugar em 2007

## Estatísticas

### Últimas dez temporadas
Legenda:
| Campeão Vice-campeão | Acesso Rebaixamento |

## Histórico em competições oficiais

### Campeonato Goiano
Legenda:
|  |            |
|  | 1ª Divisão |
|  | 2ª Divisão |
|  | 3ª Divisão |